# Jakub Stefan Augustynowicz
Jakub Stefan Augustynowicz, (ur. 30 grudnia 1701 we Lwowie, zm. 11 stycznia 1783 we Lwowie) – duchowny ormiańskokatolicki, bratanek Jana Tobiasza Augustynowicza.
Przedstawiciel rodu Augustynowiczów herbu Odrowąż. Od 1737 biskup koadiutor, od 1751 arcybiskup metropolita lwowski. W 1764 rozpoczął budowę klasztoru pijarów we Lwowie.